# Председнички избори у САД 1968.
Председнички избори у САД 1968. су били у уторак 5. новембра, и у њима су учествовали актуелни председник Ричард Никсон, бивши потпредседник Хјуберт Хамфри, као и бивши гувернер Алабаме Џорџ Волас, који је јаку подршку добијао од јужњачких држава које су подржавале расну сегрегацију.

## Главни кандидати
| Lp. | Слика | Име            | Слика | Кандидат за потпредседника | Странка               |
| --- | ----- | -------------- | ----- | -------------------------- | --------------------- |
| 1.  |       | Ричард Никсон  |       | Спиро Егњу                 | Републиканска странка |
| 2.  |       | Хјуберт Хамфри |       | Едмунд Маски               | Демократска странка   |
| 3.  |       | Џорџ Волас     |       | Куртис Лемеј               | Америчка независна    |

## Фусноте
1. ↑  Никсонова званична држава боравка је био Њујорк, јер се тамо преселио како би радио као правник након пораза у изборима за гувернера Калифорније у 1962. Током првог председничког мандата, Никсон је поново вратио боравиште у Калифорнију. Најпоузданије књиге из тог времена, укључујући January 6, 1969 edition of the Congressional Record наводе да је његова држава боравишта Њујорк.